# Damian Durkacz
Damian Durkacz (* 30. Januar 1999 in Knurów, Polen) ist ein polnischer Boxer im Halbweltergewicht, der sich zur Teilnahme an den Olympischen Spielen 2020 in Tokio und 2024 in Paris qualifizierte.

## Boxkarriere
Damian Durkacz trainiert in der Boxabteilung des Sportclubs Concordia Knurów. Er wurde 2014 und 2015 Polnischer Juniorenmeister, 2016 Polnischer Jugendmeister im Bantamgewicht sowie 2017 Polnischer Jugendmeister im Leichtgewicht. Bei den Erwachsenen wurde er in den Jahren 2018, 2019 und 2020 jeweils Polnischer Meister im Halbweltergewicht, 2021 Polnischer Meister im Weltergewicht, sowie 2022, 2023 und 2024 Polnischer Meister im Halbmittelgewicht.
2017 gewann er eine Bronzemedaille im Leichtgewicht bei den Jugend-Europameisterschaften und war darüber hinaus Teilnehmer der Junioren-Europameisterschaften 2014 und 2015, der Junioren-Weltmeisterschaften 2015, der Jugend-Weltmeisterschaften 2016, sowie der Jugend-Europameisterschaften 2016 und der U22-Europameisterschaften 2019.
Beim internationalen Feliks Stamm Tournament in Warschau gewann er 2018 Silber und 2019 Gold. Er besiegte dabei unter anderem Freudis Rojas und Mateusz Polski. Bei den Europaspielen 2019 in Minsk schied er im Viertelfinale gegen Sofiane Oumiha auf einem fünften Platz aus.
Bei der europäischen Olympiaqualifikation im März 2020 in London besiegte er Farid Walizadeh, ehe das Turnier aufgrund der COVID-19-Pandemie unterbrochen wurde. Bei der Fortsetzung der Qualifikation im Juni 2021 in Paris besiegte er noch Milán Fodor und qualifizierte sich somit für die Olympischen Spiele in Tokio. Bei den Spielen selbst schied er in der Vorrunde gegen Gabil Mamedow aus. Bei den Weltmeisterschaften 2021 in Belgrad schied er gegen Abylaichan Schüssipow und bei den Europaspielen 2023 in Krakau gegen Jurij Sacharjejew aus.
Beim 2. olympischen Qualifikationsturnier im Juni 2024 in Bangkok siegte er gegen den Aserbaidschaner Sərxan Əliyev, den Chinesen Boxiong Zhang, den Brasilianer Wanderson de Oliveira und den Kubaner Jorge Cuéllar, womit er sich für die Olympischen Spiele 2024 in Paris qualifizierte. Bei den Olympischen Spielen 2024 verlor er gegen Rami Kiwan. Beim von World Boxing veranstalteten Weltcup 2025 in Foz do Iguaçu unterlag er in der Vorrunde gegen Iqboljon Xoldorov.